# Rondalla Tres Columnas
La Rondalla Tres Columnas es la única murga de carnaval que sigue viva actualmente en Ciudad Rodrigo (provincia de Salamanca, Castilla y León, España). 
Las Murgas son conjuntos músico-vocales formados por aficionados y vinculados esencialmente, aunque su actividad no se limita a esos días, al Carnaval del Toro que se celebra en dicha población en torno al mes de febrero. La historia de las murgas comienza, según los datos disponibles, en el año 1890, cuando nace la primera de ellas, Los Becuadros. A esta siguieron otras que fueron tomando su relevo, ya que pocas veces han coexistido dos o más de ellas. Así, podríamos hablar de El Doctorado, Los X, los Calderones, la ACA, Niños de Ricopelo, Ecos del Águeda y, por supuesto, la Rondalla Tres Columnas.

## Las Tres Columnas
La Rondalla Tres Columnas nació en el año 1944 gracias a las inquietudes de viejos murguistas provenientes de anteriores formaciones, como Pedro Herrero Trucho, que habían visto como se paralizaba esta actividad como consecuencia del estallido de la Guerra Civil. Surge como agrupación musical formada, como todas las murgas, por personas de diversas edades y distintos estratos sociales que se basan en instrumentos preferentemente de cuerda, como guitarras, bandurrias, laúdes, mandolina o violín, con ocasionales aportaciones de instrumentos de viento como la flauta y teniendo como único elemento de percusión la pandereta. Actualmente, se ha abandonado la flauta y se han incorporado nuevos instrumentos como el acordeón, el guitarrón o el timple. 

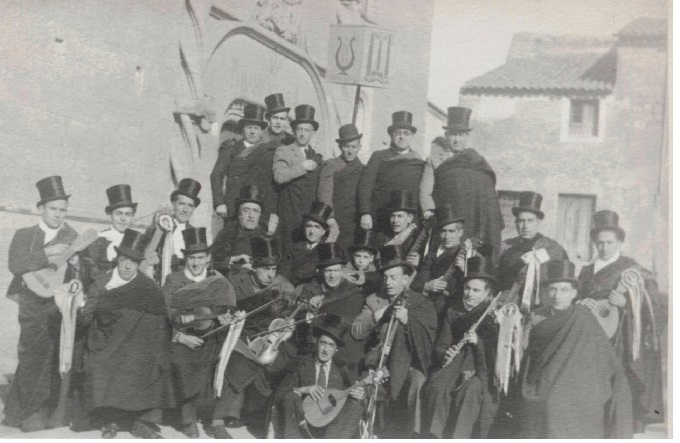
Rondalla Tres Columnas 1945.

La RTC inició su actividad, pues, en los carnavales del año 1944 y, desde entonces, con algunos paréntesis, ha cumplido con lo que, según alguna de sus canciones, constituye su función: ser “clarín pregonador de los festejos”. Efectivamente, la principal actividad de las murgas se centra en las dos semanas anteriores al Carnaval del Toro, cuando los murguistas salen diariamente a rondar a la población de Ciudad Rodrigo, interpretando los temas que le son propios y que han llegado a ser conocidos por todos los mirobrigenses. Si en un principio las rondas iban dirigidas sobre todo a particulares, en la actualidad se realizan principalmente en diversas asociaciones, establecimientos de hostelería, peñas y como homenaje a la Reina y a las Damas del Carnaval, en los domicilios de estas. La música de la murga se basa o bien en composiciones propias o en canciones populares (cuplés, pasodobles…) a los que se modifica la letra para hacerla alusiva a Ciudad Rodrigo. En palabras de Miguel Manzano Alonso “El estilo interpretativo de la Rondalla Tres Columnas se apoya sobre la base del acompañamiento musical de una rondalla muy nutrida integrada por los instrumentos tradicionales de pulso y púa, guitarras, bandurrias y laúdes, enriquecida tímbricamente por un violín, dos acordeones y un guitarrón que octava los graves y cimenta la base armónica. El sonido es pleno y compacto. Las voces, muy bien timbradas, comunican lo que cantan”.  Las letras, como ya hemos dicho, reflejan la actualidad de la ciudad, destacando especialmente las conocidas como “Cadenas”, composiciones en las que, mediante estrofas de ocho versos, se van narrando los acontecimientos más relevantes del último año y que unen el buen humor y la crítica a las autoridades competentes, si bien esta crítica debió ser silenciada en los primeros años de la Rondalla Tres Columnas, cuando los correspondientes Libros de Coplas debían ser visados por la autoridad gubernativa. A este respecto, recordemos que el Carnaval del Toro, a diferencia de otros carnavales, continuó celebrándose de forma ininterrumpida durante el franquismo, si bien debió cambiar su nombre y adoptar el de “Fiestas Tradicionales”. 

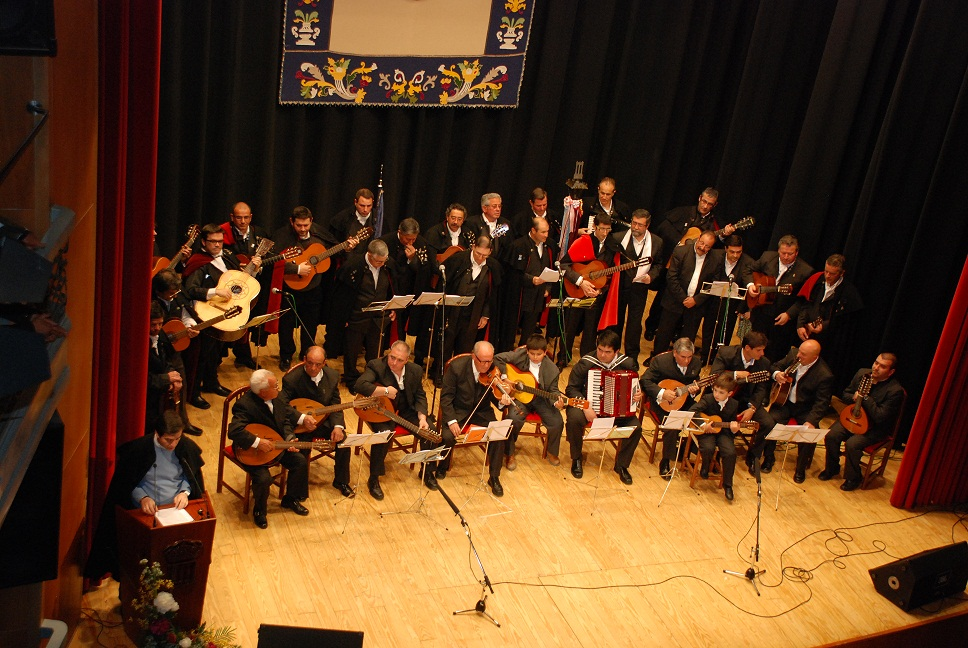
Presentación del libro "Canciones para Carnaval" 2009.

## Hitos y personajes
Entre las composiciones más relevantes de las murgas, destacan algunas que han llegado a ser consideradas como verdaderos himnos del carnaval, como La Campana Gorda, de 1916, obra de Los Becuadros o el pasodoble Invitación, más conocido como Forastero, de 1945, estrenado por la Rondalla Tres Columnas.
Como figuras destacadas dentro de la historia de las murgas se pueden citar a murguistas como Eustaquio Jiménez Trejo, Pedro Herrero Trucho, Agustín San Ezequiel Triguito, Ángel Cardoso, Tomás Sangalo, Ramón Turiel o el inolvidable Joaquín Fiz Plaza "Tato", fallecido en 2013 y que fuera el alma de la murga en estos últimos años; compositores como Modesto Rebollo, Camilo Rey, Agustín González Chico (curiosamente, los tres músicos militares), los Bilbaínos, Cándido Ledesma, Lucía Ortega o el propio Tomás Sangalo y letristas inolvidables como Jacinto Sánchez Vasconcellos Chanito, José Casillas o Alfonso Ortiz Tovar.